# Luka Dilber
Luka Dilber (* 18. Oktober 1957) ist ein ehemaliger kroatischer Fußballspieler und nunmehriger -trainer.

## Karriere

### Als Spieler
Dilber wechselte zur Saison 1984/85 aus seiner Heimat vom NK Osijek nach Österreich zum Erstdivisionär SC Eisenstadt. Für Eisenstadt kam er in eineinhalb Jahren zu 24 Einsätzen in der 1. Division, in denen er fünf Tore erzielte. Im Januar 1986 wechselte er zum SC-ESV Parndorf 1919 ins burgenländische Unterhaus. Danach spielte er ab 1987 beim SC Neudörfl. Zur Saison 1990/91 schloss er sich als Spielertrainer dem SC Bad Sauerbrunn an. Von 1992 bis 1994 spielte er beim ASV Pöttsching, ehe er nach Bad Sauerbrunn zurückkehrte. Ab 1997 ließ er seine Karriere dann noch beim SV Krensdorf ausklingen. 2001 hinterlegte der Kroate seinen Spielerpass in Bad Sauerbrunn, wo er unter anderem für die Reserve spielte.

### Als Trainer
Dilber war zwischen 1990 und 1992 und 1995 und 1996 Spielertrainer beim SC Bad Sauerbrunn. 2008 trainierte er in der Jugend seines Ex-Klubs SC Neudörfl. Zur Saison 2008/09 übernahm er den siebtklassigen ASV Pöttsching als Cheftrainer, bei dem er ebenfalls schon als Aktiver tätig gewesen war. Zur Saison 2009/10 kehrte er als Co-Trainer wieder nach Neudörfl zurück, zudem wurde er Trainer der Reserve. Später war er auch Sektionsleiter in Neudörfl. 